# Edoardo Zavattari
Edoardo Zavattari (né le 21 octobre 1883 à Tortona, dans la province d'Alexandrie, au Piémont et mort le 17 février 1972 à Gênes) était un zoologiste italien.

## Biographie
D'abord professeur à l'Université de Pavie puis à celle de Rome, Edoardo Zavattari fut l'auteur de plus de 300 publications scientifiques ; de 1926 à 1959, il effectua plusieurs voyages d'exploration et de recherche dans tous les continents, en particulier dans le Nord-Est de l'Afrique. Les matériaux qu'il y rassembla durent, en raison de leur quantité, être transférés en 122 paquets; ils font maintenant partie de la collection du Museo Civico di Zoologia à Rome. Il fit notamment paraître Prodromo della fauna della Libia (1934).
Sous sa direction, qui alla de 1935 à 1958, l'activité systématique concernant la faune dans l'Institut de zoologie du premier athénée capitolin enregistra une importante reprise.
Il faut rappeler qu'il se signala également, en particulier entre les années vingt et trente du XXe siècle, pour ses théories sur le racisme biologique. En 1928, en effet, lors de l'inauguration de l'année académique à l'Université de Pavie, il se prononça pour une stricte séparation entre « race supérieure et race dominée ». Une décennie plus tard, il compta parmi les dix signataires du Manifeste des scientifiques racistes dont le texte, enrichi par Guido Landra mais imaginé et modifié par Mussolini, se présente comme l'acte fondateur des lois raciales fascistes. Il écrivit à ce sujet plusieurs articles dans la revue La Difesa della Razza dirigée par Telesio Interlandi.
Conseiller pendant plus de trente ans (de 1937 à 1969) de la Société italienne d'entomologie, Zavattari était également membre de l'Académie nationale des sciences depuis 1951.